# Drewnica (gromada)
Drewnica – dawna gromada, czyli najmniejsza jednostka podziału terytorialnego Polskiej Rzeczypospolitej Ludowej w latach 1954–1972.
Gromady, z gromadzkimi radami narodowymi (GRN) jako organami władzy najniższego stopnia na wsi, funkcjonowały od reformy reorganizującej administrację wiejską przeprowadzonej jesienią 1954 do momentu ich zniesienia z dniem 1 stycznia 1973, tym samym wypierając organizację gminną w latach 1954–1972.
Gromadę Drewnica z siedzibą GRN w Drewnicy utworzono – jako jedną z 8759 gromad na obszarze Polski – w powiecie nowodworsko-gdańskim w woj. gdańskim na mocy uchwały nr 22/III/54 WRN w Gdańsku z dnia 5 października 1954. W skład jednostki weszły obszary dotychczasowych gromad Bronowo, Drewnica, Przemysław i Żuławki oraz miejscowość Izbiska (do granicy PGR Izbiska) z dotychczasowej gromady Izbiska ze zniesionej gminy Drewnica, a także PGR Wieśniewka Gdańska z dotychczasowej gromady Świerznica ze zniesionej gminy Nowy Dwór Gdański, w tymże powiecie. Dla gromady ustalono 20 członków gromadzkiej rady narodowej.
1 stycznia 1960 do gromady Drewnica włączono miejscowości Dworek, Niedźwiedzica, Zadwórze, Stawidła, Babki i Wybicko ze zniesionej gromady Nowa Kościelnica w tymże powiecie.
1 stycznia 1972 do gromady Drewnica włączono tereny z obrębu Świerznica o powierzchni 498,41 ha ze zniesionej gromady Rybina w tymże powiecie.
Gromada przetrwała do końca 1972 roku, czyli do kolejnej reformy gminnej. 1 stycznia 1973 w powiecie nowodworsko-gdańskim reaktywowano zniesioną w 1954 roku gminę Drewnica.